# Liste belgischer Käse
Die Liste enthält Käsesorten aus Belgien und Käsemarken belgischer Hersteller.

## Liste A  bis C
| Sorte/Marke                                   | Beschreibung | Abbildung |
| --------------------------------------------- | --- | --------- |
| Abdij van Averbode                            | |           |
| Beauvoorde                                    | Schnittkäse aus Kuhmilch, Name nach Beauvoorde in der Provinz Westflandern                                       |           |
| Brusselse Kaas (auch Hettekaas oder Hettkess) | Weichkäse aus Kuhmilch, aus Brüssel.                                                                             |           |
| Boû d'Fagne                                   | Rotschmiereweichkäse aus Kuhmilch, aus der Region Herve und Provinz Lüttich                                      |           |
| Boulette de Huy                               | ursprünglich aus Huy                                                                                             |           |
| Bouquet des Moines                            | Weichkäse mit Weißschimmel, ursprünglich aus Herve                                                               |           |
| Carré-ment chèvre                             | Ziegenkäse, ursprünglich aus Haillot                                                                             |           |
| Chevagne                                      | Halbfester Schnittkäse aus Ziegenmilch, ursprünglich Marke der niederländischen Campina BV                       |           |
| Chimay                                        | Schnittkäse aus Kuhmilch, 45 % Fett i. Tr., aus Chimay, bekannte Sorte ist Abbaye de Chimay der Abtei Scourmont. |           |
| Collégial de Ciney                            | ursprünglich aus Ciney                                                                                           |           |

### Weitere Käse
- A: Abbaye d'Affligem, Antwerps Pikantje, Ardenner Basilic, Ardenner demi-vieux, Ardenner gingembre, Ardenner jeune, Averbode

- B: Bailli, Belgolight jeune, Bella Boe, Bellie, Bernister Allégé, Bernister Crémeux, Bernister fleuri, Briodor, Blancefloer, Blanche, Bleu des Moines, Bleu Gourmet, Boerengoud,

Bon vivant bleu, Bon vivant rouge, Brie belge, Brie de la frontiere, Brigand, Brokkeloud Roeselare, Brugge, Bruzy maigre
- C: Cabour, Carré de Liège, Casse-croûte, Charmois, Clairieux, Cobergher, Cochon 'nez, Cœur d'Ardenne, Corsendonk

## Liste D  bis L
| Sorte/Marke                   | Beschreibung | Abbildung |
| ----------------------------- | --- | --------- |
| Damme                         | |           |
| Damse Mokke                   | |           |
| Délice des Moines             | |           |
| Fleuron de Bruges             | Rotschmiereweichkäse aus Kuhmilch, 48 % Fett i. Tr., Ursprung Molkerei Belgomilk, Provinz Westflandern                          |           |
| Fromage de Herve (auch Herve) | Weichkäse aus Kuhmilch, 45 % Fett i. Tr., geschützte Herkunftsbezeichnung g.U., ursprünglich aus der Region der Hochbank Herve. |           |
| Le Petit Lathuy               | |           |
| Le Piquant                    | |           |
| Li p'tit rossê                | |           |
| Le Val Dieu                   | ursprünglich aus dem Kloster Val-Dieu                                                                                           |           |
| Limburger                     | Weichkäse aus Kuhmilch, 20 % Fett i. Tr., ursprünglich Großregion Limbourg.                                                     |           |

### Weitere Käse
- D: Damier, Diable de Mouligneau, Divine Valentine, Dixmuda, Délice de berger, Délice de Goyet, Délice des Quatre vents, Dom Tobias, Doré de Lathuy, Dôrloû
- E: Exquis
- F: Fagnar, Fais ta vache, Falaën, Fenouil des Hautes Fagnes, Ferme d'Argenteau, Fetadou, Fetarella, Feuille de Lucky, Le Filou, Fleur de Fagnes, Fleuri, Käse, Flocon de Brebis,

Folie bergère, Fromage de Dé
- G: Garonny, La Gatte d'or, Gesvois, Le Goliath, Goli d'Ath, Goud'Ath, Gouden Carolus, Gouyasse, Gralou, Grillou, Gueule noire
- H: Hercule, Herve Real
- K: Kazemat
- L: Loo

## Liste M  bis Z
| Sorte/Marke                | Beschreibung | Abbildung |
| -------------------------- | --- | --------- |
| Maredsous                  | Schnittkäse aus Kuhmilch, 45 % Fett i. Tr., ursprünglich Erzeugnis der Abtei Maredsous. |           |
| Orval                      | |           |
| Passendale                 | Halbfester Schnittkäse aus pasteurisierter Kuhmilch, 50 % Fett i. Tr., aus Passendale, Westflandern. Basierend auf der ursprünglichen Herstellungsweise belgischer Klöster ähnelt sie der Herstellung von Schnittkäse in den Niederlanden. Die Laibe haben ein Gewicht von 3,5 bis 6 kg. Nach der Reifephase von 45 Tagen besitzen sie eine harte Rinde, die mit weißem Edelschimmel überzogen ist. Der Teig ist hellgelb und geschmeidig. Er hat typischerweise kleine unregelmäßige Löcher. Ebenso typisch ist ein dezent würziger Geruch und ein vollmundig, mild-würziger Geschmack. Er wird als Brotbelag verzehrt, ist aber auch zum Gratinieren geeignet. |           |
| Patachouffe                | |           |
| Père Joseph                | Halbfester Schnittkäse aus Kuhmilch, 27 % Fett i. Tr., Stinkkäse, nach Père Joseph benannt, nach der Herstellungsweise von Trappistenkäse |           |
| Plattekaas                 | Variante bzw. Synonym für Schichtkäse |           |
| Postel                     | |           |
| Remedou/Remoudou/Remoudoux | Rotschmiereweichkäse aus Kuhmilch, Stinkkäse, Ursprung in Herve, Laibgewicht 500 g bis 600 g, somit größer und schwerer als die ähnlichen Romadur und Herve |           |
| Rochefort                  | ursprünglich aus der Abtei Notre-Dame-de-Saint-Rémy in Rochefort |           |
| Romadur                    | Rotschmiereweichkäse aus Kuhmilch, verschiedene Fettstufen. |           |
| Rubens                     | |           |
| Westmalle                  | Spezialität der Trappistenabtei Westmalle |           |
| Wijnendale                 | Halbfester Schnittkäse aus Kuhmilch, Ursprung in Torhout, Name nach dem Schloss Wijnendale |           |

### Weitere Käse
- M: Magerotî, Mamé Vî Bleu, Maredret, Malmedy, Maquée, Molignard, Mébiss, Menhir d'Haillot, Mistigote,  Moëlleux de Morville, Moëllon, Moinette, Mont du Secours, Moranfayt, Muscadin
- N: Nazareth
- O: Œillet du château, Oranger de Lumsonry, Oscar du Mouligneau, Oude Postel, Oud Brugge, Ovifat
- Q: Quintine
- R: Racleux, R'affiné Bique blanche, R'affiné Bique noire, Randonneur, Ravachon, Rodoric, Rompi, Rond d'Haillot, Rosière, Roûve, Roux des Carmes
- W: Waterloo 1815, Watou, Wavreumont